# (69285) 1990 ST14
(69285) 1990 ST14 là một tiểu hành tinh vành đai chính. Nó được phát hiện bởi Henri Debehogne ở Đài thiên văn La Silla ở Chile ngày 25 tháng 9 năm 1990.